# Будешти (Арад)
Будешти (рум. Budești) насеље је у Румунији у округу Арад у општини Плешкуца. Oпштина се налази на надморској висини од 424 m.

## Становништво
Према подацима из 2002. године у насељу је живело 37 становника, од којих су сви румунске националности.